# Марк (Альрик)
Епи́скоп Марк (рум. Episcop Marc, в миру Марк Альри́к, фр. Marc Alric; 11 мая 1958, Париж) — епископ Румынской православной церкви, титулярный епископ Нямецкий, викарий Западно- и Южноевропейской митрополии.

## Биография
Получил начальное, гимназическое и лицейское образование в парижском колледже «Massillon» в период с 1965 по 1975 год. В 1975 году поступил на архитектурный факультет в Париже, который окончил в 1981 году. Одновременно он обучался в парижском Институте урбанизма в Университете Парижа VIII, который окончил в 1980 году. Служил во французской армии, после чего до 1990 года работал архитектором.
25 января 1987 года перешёл в православие, став прихожанином Румынской православной церкви. Поступил в Монастырь Сихэстрия в Румынии и принял монашество 6 сентября 1992 года. 9 сентября того же года был рукоположен во иеродиакона, а 20 августа 1994 года — во иеромонаха. Рукоположение совершал митрополит Молдавский Даниил (Чоботя). Поступил на факультет православного богословии им. Думитру Станилоае Ясского университета, который окончил в 1995 году. Также, живя в Румынии, исполнял различные послушания в Молдавской и Буковинской митрополии.
В 1996 году возвратился во Францию, с большим энтузиазмом посвятил себя миссионерской деятельности в приходе святого Германа и святого Клодоальда в Лувесьене и в монастыре святого Силуана Афонского в коммуне Сен-Мар-де-Локене (1996—1997).
В апреле 2003 года назначен на приход святого Иосифа в Бордо, будучи одновременно в протоиерейском совете Франции Западно-Европейской епархии Румынской Православной Церкви и близким сотрудником митрополита по Западной и Южной Европы Иосифа (Попа), по предложению которого Священный Синод Румынской православной церкви наградил Марка (Альрика) саном архимандрита. Хорошо освоил румынский язык и традиции Румынской православной церкви. Занимался переводами с румынского языка.
В желании митрополита Иосифа (Попа) уделять повышенное внимание приходам с особыми пастырско-миссионерскими требованиями из числа митрополии Западной и Южной Европы, увеличением числа приходов митрополии Западной и Южной Европы, сложностями пастырства в западном религиозном и культурном контексте, а также тем фактом, что викарный епископ Марсельский Силуан (Шпан) был направлен на служение в Италию, привело митрополита Иосифа к решению о необходимостью избрания второго викарного епископа для возглавляемой им митрополии. 27 октября 2004 года митрополит Иосиф (Поп) выдвинул архимандрита Марка на должность викария митрополии Западной и Южной Европы. 3 марта 2005 года Священный Синод Румынской православной церкви избрал его викарием Западно- и Южноевропейской митрополии с титулом «Нямецкий».
7 мая 2005 года в соборном храме святых Архангелов в Париже состоялась его епископская хиротония во епископа Нямецкого, викария Западно- и Южноевропейской митрополии. Хиротонию совершили: митрополитом Молдавский и Буковинский Даниил (Чоботя), митрополит Западной и Центральной Европы Иосиф (Поп), митрополит Галльский Эммануил (Адамакис) (Константинопольская православная церковь), митрополит Центральной и Северной Европы Серафим (Жоантэ), митрополит на покое Адриан (Хрицку), архиепископ Нафанаил (Попп) (Православная церковь в Америке), епископ Брашовский Софиан (Пэтрунжел), епископ Бакэуский Иоаким (Джосану), епископ Марсельский Силуан (Шпан).